# Lights in the Night
Lights in the night, australiska popgruppen Flash and the Pan andra studioalbum, utgivet 1980. Albumet är inspelat i Albert Studios i Australien och det producerades av Harry Vanda och George Young.

## Låtlista
1. "Media Man"
2. "Headhunter"
3. "Restless"
4. "Welcome to the Universe"
5. "Make Your Own Cross"
6. "Lights in the Night"
7. "Captain Beware"
8. "Atlantis Calling"

## Medverkande
- George Young - Synthesizer, sång
- Harry Vanda - Gitarr, sång
- Ray Arnott - Trummor
- Les Karski - Bas
- Warren Morgan - Piano